# Afrikaanse Plaat

De Afrikaanse Plaat in het oranje, rechts van het midden op de afbeelding

De Afrikaanse Plaat is een tektonische plaat waarop zich het Afrikaanse continent bevindt. De plaat wordt begrensd door -met de klok mee- de Euraziatische Plaat, de Arabische Plaat, de Indische Plaat, de Australische Plaat, de Antarctische Plaat, de Zuid-Amerikaanse en de Noord-Amerikaanse Plaat.

## Oorsprong en opbouw
De Afrikaanse Plaat is ontstaan door de samensmelting van verschillende schilden en paleocontinenten. Ook is Oceanische lithosfeer gevormd, dat nu onderdeel uitmaakt van de Afrikaanse Plaat. De Afrikaanse Plaat heeft divergente plaatgrenzen naar alle kanten toe, behalve met de Euraziatische. De Afrikaanse Plaat beweegt ten opzichte van de Euraziatische Plaat naar het noorden en subduceert daar onder. Dit heeft in Europa de orogenese (gebergtevorming) in het Betisch gebergte, de Pyreneeën, Alpen, Balkan (Karpaten), Griekenland en Turkije tot gevolg gehad. Aan de Afrikaanse kant zijn het Rifgebergte en de Atlasgebergte ontstaan ten gevolge van deze convergentie.
Naar alle andere zijden toe is de Afrikaanse Plaat divergent, dat betekent dat alle andere platen zich van Afrika af bewegen. Dit is aan de westzijde sinds het Krijt het geval, toen de Atlantische Oceaan geopend werd. Ten noordoosten van de Afrikaanse plaat bevindt zich de Arabische plaat, die ook divergeert van de Afrikaanse. De riftzone die daar gevormd werd, wordt nu ingevuld door de Rode Zee. Ook binnen de Afrikaanse plaat zelf vindt spreiding plaats; de Oost-Afrikaanse Slenk is een keten van grabens waar extensie plaatsvindt. Over tientallen miljoenen jaren zal Oost-Afrika zijn afgescheiden van de rest van Afrika, net als dat tijdens de late Jura met Madagaskar is gebeurd.